# Kuliyapitiya West Division
Kuliyapitiya West Division är en division i Sri Lanka.   Den ligger i distriktet Kurunegala District och provinsen Nordvästprovinsen, i den centrala delen av landet, 60 km norr om huvudstaden Colombo. Antalet invånare är 77 222.